# Diadococinesia
Diadococinesia é a capacidade que uma pessoa tem em realizar movimentos rápidos alternadamente.
A diadococinesia (DDC) é a habilidade de realizar repetições de forma rápida de padrões e simples de contrações (como um trava-línguas, por exemplo), porém utilizando funções musculares opostas. Em fonoaudiologia é utilizada para avaliar a maturação e a integração neuromotora, tornando-se, assim, um importante teste para avaliação de fluência. A perda dessa função é chamada disdiadococinesia, e é encontrado em doenças como afasia, gagueira entre outras disfunções neurolínguisticas. 
Os testes de diadococinesia avaliam o desempenho da fala e dos membros superiores, e são utilizados na prática clínica e em pesquisa para avaliar pacientes com distúrbios neurológicos.

A disdiadococinesia é o inabilidade de realizar essas repetições, indicando lesão cerebelar.